# Ołesznia (przystanek kolejowy)
Ołesznia (ukr. Олешня, ros. Олешня) – przystanek kolejowy w miejscowości Ołesznia, w rejonie czernihowskim, w obwodzie czernihowskim, na Ukrainie. Położony jest na linii Homel - Czernihów.